# Maurice Perrin
Maurice Joseph Jean Perrin (París, 26 de octubre de 1911-Plaisir, 2 de enero de 1992) fue un deportista francés que compitió en ciclismo en la modalidad de pista.«Maurice Perrin». memoire-du-cyclisme.eu (en francés). Consultado el 6 de junio de 2024. Participó en los Juegos Olímpicos de Los Ángeles 1932, obteniendo una medalla de oro en la prueba de tándem.

## Medallero internacional
| Juegos Olímpicos | Juegos Olímpicos             | Juegos Olímpicos | Juegos Olímpicos |
| Año              | Lugar                        | Medalla          | Competición      |
| ---------------- | ---------------------------- | ---------------- | ---------------- |
| 1932             | Los Ángeles (Estados Unidos) | Medalla de oro   | Tándem           |